# A Fairy Tail epizódjainak listája
Ez a lista a Fairy Tail című animesorozat epizódjainak felsorolását tartalmazza.

## 2009-es sorozat

### Első évad (2009–2010)
| #  | Epizód címe | Első japán sugárzás  |
| -- | --- | -------------------- |
| 1  | Fairy Tail - A tündér farka Jószei no Sippo (妖精の尻尾; Hepburn: Yōsei no Shippo)                                                 | 2009. október 12.    |
| 2  | Tűzsárkány, Majom, Bika Karjú to Szaru to Usi (火竜と猿と牛; Hepburn: Karyū to Saru to Ushi)                                       | 2009. október 19.    |
| 3  | Beszivárgás az Everlue kúriára Szennjú Szejo!! Ebarú Jasiki!! (潛入せよ!! エバルー屋敷!!; Hepburn: Sennyū Seyo!! Ebarū Yashiki!!)  | 2009. október 26.    |
| 4  | Drága Kaby Sin'ai Naru Kábi e (DEAR KABY 〜親愛なるカービィへ〜; Hepburn: Shin'ai Naru Kābi e)                                     | 2009. november 2.    |
| 5  | A Páncélos Varázsló Joroi no Madósi (鎧の魔導士; Hepburn: Yoroi no Madōshi)                                                        | 2009. november 9.    |
| 6  | Tündérek a szélben Jószei-tacsi va Kaze no Naka (妖精たちは風の中; Hepburn: Yōsei-tachi wa Kaze no Naka)                           | 2009. november 16.   |
| 7  | Láng és Szél Honó to Kaze (炎と風; Hepburn: Honō to Kaze)                                                                          | 2009. november 23.   |
| 8  | A legerősebb csapat Szaikjó Csímu!!! (最強チーム!!!; Hepburn: Saikyō Chīmu!!!)                                                     | 2009. november 30.   |
| 9  | Natsu felfal egy falut Nacu, Mura o Kú (ナツ､ 村を食う; Hepburn: Natsu, Mura o Kū)                                                 | 2009. december 7.    |
| 10 | Natsu, Erza ellen Nacu vs. Eruza (ナツ vs. エルザ; Hepburn: Natsu vs. Eruza)                                                       | 2009. december 14.   |
| 11 | Az elátkozott sziget Norovareta Sima (呪われた島; Hepburn: Norowareta Shima)                                                       | 2009. december 21.   |
| 12 | Holdcsepp Mún Dorippu (月の雫（ムーンドリップ）; Hepburn: Mūn Dorippu)                                                             | 2010. január 4.      |
| 13 | Natsu a „Hullám” Yuuka ellen Nacu vs. Hadó no Júka (ナツ vs. 波動のユウカ ; Hepburn: Natsu vs. Hadō no Yūka)                       | 2010. január 11.     |
| 14 | Tedd, amit tenned kell Katte ni Sijagare!! (勝手にしやがれ!!; Hepburn: Katte ni Shiyagare!!)                                       | 2010. január 18.     |
| 15 | Örök Mágia Eien no Mahó (永遠の魔法; Hepburn: Eien no Mahō)                                                                        | 2010. január 25.     |
| 16 | Az utolsó csata a Galuna szigeten Garuna-tó, Szaisú Kesszen (ガルナ島 最終決戦; Hepburn: Garuna-tō, Saishū Kessen)                 | 2010. február 1.     |
| 17 | Kitörés Burst | 2010. február 8.     |
| 18 | Elérni az eget Todoke, Ano Szora ni (届け あの空に; Hepburn: Todoke, Ano Sora ni)                                                  | 2010. február 15.    |
| 19 | Csere Csendzsiringu (チェンジリング; Hepburn: Chenjiringu)                                                                         | 2010. február 22.    |
| 20 | Natsu és a Sárkánytojás Nacu to Doragon no Tamago (ナツとドラゴンの卵; Hepburn: Natsu to Doragon no Tamago)                        | 2010. március 1.     |
| 21 | Phantom Lord Júki no Sihaisa (幽鬼の支配者; Hepburn: Yūki no Shihaisha)                                                            | 2010. március 8.     |
| 22 | Lucy Heartfilia Rúsii Hátofiria (ルーシィ・ハートフィリア; Hepburn: Rūshii Hātofiria)                                              | 2010. március 15.    |
| 23 | 15 perc Dzsúgo-fun (15分; Hepburn: Jūgo-fun)                                                                                       | 2010. március 22.    |
| 24 | Senki sem látja a könnyeket Szono Namida o Minai Tame ni (その涙を見ない為に; Hepburn: Sono Namida o Minai Tame ni)                | 2010. március 29.    |
| 25 | Egy virág, mely az esőben nyílik Ame no Naka ni Szaku Hana (雨の中に咲く華; Hepburn: Ame no Naka ni Saku Hana)                     | 2010. április 12.    |
| 26 | A lángok szárnyai Honó no Cubasza (炎の翼; Hepburn: Honō no Tsubasa)                                                               | 2010. április 19.    |
| 27 | A két Sárkányölő Futari no Doragon Szureijá (二人の滅竜魔導士; Hepburn: Futari no Doragon Sureiyā)                                 | 2010. április 26.    |
| 28 | Fairy Law - Tündértörvény Fearí Ró (フェアリーロウ; Hepburn: Fearī Rō)                                                             | 2010. május 3.       |
| 29 | Az elhatározás Atasi no Kecui (あたしの決意; Hepburn: Atashi no Ketsui)                                                            | 2010. május 10.      |
| 30 | Az új generáció Next Generation | 2010. május 17.      |
| 31 | A Mennyből kitaszított csillag Szora ni Modorenai Hosi (空に戻れない星; Hepburn: Sora ni Modorenai Hoshi)                          | 2010. május 24.      |
| 32 | A Szellemkirály Szeirei-ó (星霊王; Hepburn: Seirei-ō)                                                                              | 2010. május 31.      |
| 33 | A Mennyország Tornya Rakuen no Tó (楽園の塔; Hepburn: Rakuen no Tō)                                                                | 2010. június 7.      |
| 34 | Gérard Dzseráru (ジェラール; Hepburn: Jerāru)                                                                                      | 2010. június 21.     |
| 35 | A sötétség hangja Jami no Koe (闇の声; Hepburn: Yami no Koe)                                                                       | 2010. június 28.     |
| 36 | Mennyei játék Rakuen Gému (楽園ゲーム; Hepburn: Rakuen Gēmu)                                                                       | 2010. július 5.      |
| 37 | Szívpáncél Kokoro no Joroi (心の鎧; Hepburn: Kokoro no Yoroi)                                                                      | 2010. július 12.     |
| 38 | Végzet Deszutiní (運命; Hepburn: Desutinī)                                                                                         | 2010. július 19.     |
| 39 | Egy ima a Mennyei Ragyogásban Szeinaru Hikari ni Inori o (聖なる光に祈りを; Hepburn: Seinaru Hikari ni Inori o)                    | 2010. július 26.     |
| 40 | Titania bukása Titánia, Csiru (妖精女王, 散る; Hepburn: Titānia, Chiru)                                                            | 2010. augusztus 2.   |
| 41 | Otthon Home | 2010. augusztus 9.   |
| 42 | A Fairy Tail csatája Batoru Obu Fearí Teiru (バトル・オブ・フェアリーテイル; Hepburn: Batoru Obu Fearī Teiru)                      | 2010. augusztus 16.  |
| 43 | Győzd le a barátaid, hogy megmentsd a barátaid! Tomo no Tame ni Tomo o Ute (友の為に友を討て; Hepburn: Tomo no Tame ni Tomo o Ute) | 2010. augusztus 23.  |
| 44 | Mennydörgés Csarnoka Kaminari Den (神鳴殿; Hepburn: Kaminari Den)                                                                  | 2010. augusztus 30.  |
| 45 | A Sátán eljövetele Szatan Kórin (サタン降臨; Hepburn: Satan Kōrin)                                                                 | 2010. szeptember 6.  |
| 46 | Ütközet a Kardia Katedrálisnál Gekitocu! Karudia Daiszeidó (激突! カルディア大聖堂; Hepburn: Gekitotsu! Karudia Daiseidō)          | 2010. szeptember 13. |
| 47 | Három sárkány Toripuru Doragon (トリプル ドラゴン; Hepburn: Toripuru Doragon)                                                      | 2010. szeptember 20. |
| 48 | Fantázia Fantadzsia (幻想曲; Hepburn: Fantajia)                                                                                    | 2010. szeptember 27. |

### Második évad (2010–2011)
| #  | Epizód címe | Első japán sugárzás |
| -- | --- | ------------------- |
| 49 | A végzetes találkozás napja Unmei no Deai no Hi (運命の出会いの日; Hepburn: Unmei no Deai no Hi)                                                                                        | 2010. október 11.   |
| 50 | Különleges felkérés: Figyelj arra, akit kedvelsz! Tokubecu Irai. Kini Naru Kare ni Csúi Szejo! (特別依頼。気になる彼に注意せよ!; Hepburn: Tokubetsu Irai. Kini Naru Kare ni Chūi Seyo!) | 2010. október 18.   |
| 51 | Love & Lucky | 2010. október 25.   |
| 52 | Szövetséges haderő, gyülekező! Rengógun, Súkecu! (連合軍､ 集結!; Hepburn: Rengōgun, Shūketsu!)                                                                                          | 2010. november 1.   |
| 53 | Az Oración Seis feltűnik Orasion Szeiszu Aravaru! (六魔将軍現る!; Hepburn: Orashion Seisu Arawaru!)                                                                                     | 2010. november 8.   |
| 54 | Az égi boszorkány Tenkú no Miko (天空の巫女; Hepburn: Tenkū no Miko) | 2010. november 15.  |
| 55 | A lány és a szellem Sódzso to Bórei (少女と亡霊; Hepburn: Shōjo to Bōrei) | 2010. november 22.  |
| 56 | Halálfutam Deddo Guran Puri (デッドGP; Hepburn: Deddo Guran Puri) | 2010. november 29.  |
| 57 | Sötétség Jami (闇; Hepburn: Yami) | 2010. december 6.   |
| 58 | Csillagszellem csata Szeirei Gasszen (星霊合戦; Hepburn: Seirei Gassen) | 2010. december 13.  |
| 59 | Gérard emlékei Cuioku no Dzseráru (追憶のジェラール; Hepburn: Tsuioku no Jerāru) | 2010. december 20.  |
| 60 | A romlás kezdete Hamecu no Kósin (破滅の行進; Hepburn: Hametsu no Kōshin) | 2010. december 27.  |
| 61 | Légi csata! Natsu Cobra ellen Csókúcsúszen! Nacu vs. Cobra (超空中戦! ナツ vs. コブラ; Hepburn: Chōkūchūsen! Natsu vs. Cobra)                                                           | 2011. január 10.    |
| 62 | Szent Mágus Jura Szeiten no Dzsura (聖十のジュラ; Hepburn: Seiten no Jura) | 2011. január 17.    |
| 63 | A szavaid Kimi no Kotoba Koszo (君の言葉こそ; Hepburn: Kimi no Kotoba Koso) | 2011. január 24.    |
| 64 | Zero Zero (ゼロ; Hepburn: Zero) | 2011. január 31.    |
| 65 | A Pegasustól a Fairy-nek Tenma Kara Jószei-tacsi e (天馬から妖精たちへ; Hepburn: Tenma Kara Yōsei-tachi e)                                                                              | 2011. február 7.    |
| 66 | Az emlékek ereje Omoi no Csikara (想いの力; Hepburn: Omoi no Chikara) | 2011. február 14.   |
| 67 | Itt vagyok veled Vatasi ga Cuiteru (私がついている; Hepburn: Watashi ga Tsuiteru) | 2011. február 21.   |
| 68 | Egy céh, egyetlen emberért Tatta Hitori no Tame no Girudo (たった一人の為のギルド; Hepburn: Tatta Hitori no Tame no Girudo)                                                             | 2011. február 28.   |
| 69 | A sárkány hívása Rjú no Izanai (竜の誘い; Hepburn: Ryū no Izanai) | 2011. március 7.    |
| 70 | Natsu vs. Gray Nacu vs. Gurei!! (ナツ vs. グレイ!!; Hepburn: Natsu vs. Gurei!!) | 2011. március 14.   |
| 71 | A barátság legyőzi a halált Tomo va Sikabane vo Koete (友は屍を越えて; Hepburn: Tomo wa Shikabane wo Koete)                                                                             | 2011. március 21.   |
| 72 | A Fairy Tail mágusai Fearí Teiru no Madósi (フェアリーテイルの魔導士; Hepburn: Fearī Teiru no Madōshi)                                                                                  | 2011. március 28.   |

### Harmadik évad (2011)
| #   | Epizód címe | Első japán sugárzás  |
| --- | --- | -------------------- |
| 73  | Szivárvány Sakura Nidzsi no Szakura (虹の桜; Hepburn: Niji no Sakura)                                                                   | 2011. április 4.     |
| 74  | Wendy első nagy munkája Vendi, Hadzsimete no Ōsigoto!? (ウェンディ､ 初めての大仕事!?; Hepburn: Wendi, Hajimete no Ōshigoto!?)           | 2011. április 11.    |
| 75  | A 24 órás futóverseny Nidzsújo Dzsikantaikjú Ródo Reszu (24時間耐久ロードレース; Hepburn: Nijūyo Jikantaikyū Rōdo Resu)                 | 2011. április 16.    |
| 76  | Gildartz Girudácu (ギルダーツ; Hepburn: Girudātsu)                                                                                      | 2011. április 23.    |
| 77  | Földvilág Ászurando (アースランド; Hepburn: Āsurando)                                                                                   | 2011. április 30.    |
| 78  | Edolas Edoraszu (エドラス; Hepburn: Edorasu)                                                                                            | 2011. május 7.       |
| 79  | Tündérvadászat Jószei Gari (妖精狩り; Hepburn: Yōsei Gari)                                                                              | 2011. május 14.      |
| 80  | A remény kulcsa Kibó no Kagi (希望の鍵; Hepburn: Kibō no Kagi)                                                                          | 2011. május 21.      |
| 81  | Tűzgolyó Faiabóru (ファイアボール; Hepburn: Faiabōru)                                                                                   | 2011. május 28.      |
| 82  | Üdv itthon! Okaerinaszaimasze (おかえりなさいませ; Hepburn: Okaerinasaimase)                                                            | 2011. június 4.      |
| 83  | Extalia Ekuszutaria (エクスタリア; Hepburn: Ekusutaria)                                                                                 | 2011. június 11.     |
| 84  | Repülj oda, ahol a barátaid már várnak rád! Tobe! Tomo no Moto ni! (飛べ! 友のもとに!; Hepburn: Tobe! Tomo no Moto ni!)                 | 2011. június 18.     |
| 85  | ETD kód Kódo ETD (コードETD; Hepburn: Kōdo ETD)                                                                                         | 2011. június 25.     |
| 86  | Erza vs. Erza Erza vs. Erza (エルザ vs. エルザ; Hepburn: Erza vs. Erza)                                                                 | 2011. július 2.      |
| 87  | Ez az élet Inocsi Daró ga!!!! (命だろーが!!!!; Hepburn: Inochi Darō ga!!!!)                                                             | 2011. július 9.      |
| 88  | Egy csillagfolyó a büszkeségért Hosi no Taiga va Hokori no Tame ni (星の大河は誇りの為に; Hepburn: Hoshi no Taiga wa Hokori no Tame ni) | 2011. július 16.     |
| 89  | A Végzet Láncos Sárkányágyúja Súen no Rjúszahó (終焉の竜鎖砲; Hepburn: Shūen no Ryūsahō)                                                | 2011. július 23.     |
| 90  | A fiú a múltból Ano Toki no Sónen (あの時の少年; Hepburn: Ano Toki no Shōnen)                                                           | 2011. július 30.     |
| 91  | Sárkányérzék Dragon Sense | 2011. augusztus 6.   |
| 92  | Minden egyes élet Ikiru Monotacsi jo (生きる者たちよ; Hepburn: Ikiru Monotachi yo)                                                      | 2011. augusztus 13.  |
| 93  | Itt állok Ore va Koko ni Tatteiru (オレはここに立っている; Hepburn: Ore wa Koko ni Tatteiru)                                            | 2011. augusztus 20.  |
| 94  | Bye-bye, Edolas Baibai, Edoraszu (バイバイ エドラス; Hepburn: Baibai, Edorasu)                                                          | 2011. augusztus 27.  |
| 95  | Lisanna Riszána (リサーナ; Hepburn: Risāna)                                                                                             | 2011. szeptember 3.  |
| 96  | Aki kioltja az életet Inocsi o Keszumono (生命（いのち）を消す者; Hepburn: Inochi o Kesumono)                                           | 2011. szeptember 10. |
| 97  | A legjobb társ Beszuto Pátoná (ベストパートナー; Hepburn: Besuto Pātonā)                                                                | 2011. szeptember 17. |
| 98  | Ki is a szerencsés?! Un ga ii no va Dare? (運がいいのは誰?; Hepburn: Un ga ii no wa Dare?)                                              | 2011. szeptember 24. |
| 99  | Natsu, Gildartz ellen Nacu vs. Girudácu (ナツ vs. ギルダーツ; Hepburn: Natsu vs. Girudātsu)                                             | 2011. október 1.     |
| 100 | Mest Meszuto (メスト; Hepburn: Mesuto)                                                                                                  | 2011. október 8.     |

### Negyedik évad (2011–2012)
| #   | Epizód címe | Első japán sugárzás |
| --- | --- | ------------------- |
| 101 | Fekete mágus Kuro Madósi (黒魔導士; Hepburn: Kuro Madōshi)                                                                  | 2011. október 15.   |
| 102 | Vaslélek Tecu no Tamasii (鉄の魂; Hepburn: Tetsu no Tamashii)                                                               | 2011. október 22.   |
| 103 | Makarov támad Singeki no Makarofu (進撃のマカロフ; Hepburn: Shingeki no Makarofu)                                           | 2011. október 29.   |
| 104 | Elveszett mágia Roszuto Madzsikku (失われた魔法; Hepburn: Rosuto Majikku)                                                   | 2011. november 5.   |
| 105 | Tűzsárkány vs. Tűzisten Karjú vs. Endzsin (火竜 vs. 炎神; Hepburn: Karyū vs. Enjin)                                         | 2011. november 12.  |
| 106 | A végső mágikus világ Dai Mahó Szekai (大魔法世界; Hepburn: Dai Mahō Sekai)                                                 | 2011. november 19.  |
| 107 | Megtestesítés Gugen no Áku (具現のアーク; Hepburn: Gugen no Āku)                                                            | 2011. november 26.  |
| 108 | Emberi Kapu Ningen no Tobira (人間の扉; Hepburn: Ningen no Tobira)                                                          | 2011. december 3.   |
| 109 | Lucy tüze Rúsii Faia (ルーシィファイア; Hepburn: Rūshii Faia)                                                               | 2011. december 10.  |
| 110 | A kétségbeesés zsákutcája Zecubó no Fukurokódzsi (絶望の袋小路; Hepburn: Zetsubō no Fukurokōji)                             | 2011. december 17.  |
| 111 | A szeretet és az élet könnyei Ai to Kacurjoku no Namida (愛と活力の涙; Hepburn: Ai to Katsuryoku no Namida)                 | 2011. december 24.  |
| 112 | Szavakkal el nem mondható Ienakatta Hitokoto (言えなかった一言; Hepburn: Ienakatta Hitokoto)                                | 2012. január 7.     |
| 113 | A Tenrou fa Tenró-dzsu (天狼樹; Hepburn: Tenrō-ju)                                                                          | 2012. január 14.    |
| 114 | Erza vs. Azuma Eruza vs. Azuma (エルザ vs. アズマ; Hepburn: Eruza vs. Azuma)                                                | 2012. január 21.    |
| 115 | Fagyott lélek Kogoeru Tósi (凍える闘志; Hepburn: Kogoeru Tōshi)                                                             | 2012. január 28.    |
| 116 | Végtelen hatalom Szeinaru Csikara (生なる力; Hepburn: Seinaru Chikara)                                                      | 2012. február 4.    |
| 117 | Vihar üvöltés Raimei Hibiku (雷鳴響く; Hepburn: Raimei Hibiku)                                                              | 2012. február 11.   |
| 118 | A jelöletlen ember Monsó o Kizamanu Otoko (紋章を刻まぬ男; Hepburn: Monshō o Kizamanu Otoko)                                | 2012. február 18.   |
| 119 | A mélység tartománya Sin'en no Rjóiki (深淵の領域; Hepburn: Shin'en no Ryōiki)                                              | 2012. február 25.   |
| 120 | Napkelte a Tenrou-szigeten Akacuki no Tenró-dzsima (暁の天狼島; Hepburn: Akatsuki no Tenrō-jima)                            | 2012. március 2.    |
| 121 | Csak engedd, hogy szeresselek Ai Szuru Sikaku (愛する資格; Hepburn: Ai Suru Shikaku)                                        | 2012. március 9.    |
| 122 | Fogjuk meg egymás kezét! Te o Tsunagō (手をつなごう; Hepburn: Te o Tsunagō)                                                 | 2012. március 16.   |
| 123 | Fairy Tail, X791 Nanahyaku-kyūjū-ichi-nen: Fearī Teiru (X791年・妖精の尻尾; Hepburn: Nanahyaku-kyūjū-ichi-nen: Fearī Teiru) | 2012. március 23.   |
| 124 | Hét üres év Kúhaku no Sicsi-nen (空白の7年; Hepburn: Kūhaku no Shichi-nen)                                                  | 2012. március 31.   |
| 125 | Mágikus bál Mahó Butókai (魔法舞踏会; Hepburn: Mahō Butōkai)                                                                | 2012. április 7.    |

### Ötödik évad (2012)
| #   | Epizód címe | Első japán sugárzás  |
| --- | --- | -------------------- |
| 126 | Az igazán gonosz rengő fenekű banda Sin no Varu Kecupuri-dan (真の悪ケツプリ団; Hepburn: Shin no Waru Ketsupuri-dan)                               | 2012. április 14.    |
| 127 | A rettentő láthatatlan Lucy Tómei Rúsii no Kjófu! (透明ルーシィの恐怖!; Hepburn: Tōmei Rūshii no Kyōfu!)                                           | 2012. április 21.    |
| 128 | Egy apa emléke Csicsi no Ihin (父の遺品; Hepburn: Chichi no Ihin)                                                                                  | 2012. április 28.    |
| 129 | Dühöngő csata! Natsu vs. Laxus! Dotó no Taikecu! Nacu vs. Rakuszasu (怒涛の対決! ナツ vs. ラクサス; Hepburn: Dotō no Taiketsu! Natsu vs. Rakusasu) | 2012. május 5.       |
| 130 | A célpont Lucy Neravareta Rúsii (狙われたルーシィ; Hepburn: Nerawareta Rūshii)                                                                     | 2012. május 12.      |
| 131 | A légió haragja Region no Mói (レギオンの猛威; Hepburn: Region no Mōi)                                                                             | 2012. május 19.      |
| 132 | A csillagos ég kulcsa Hosizora no Kagi (星空の鍵; Hepburn: Hoshizora no Kagi)                                                                      | 2012. május 26.      |
| 133 | Utazótársak Tabi no Nakamatacsi (旅の仲間たち; Hepburn: Tabi no Nakamatachi)                                                                       | 2012. június 2.      |
| 134 | Rhapsody labirintus Meikjú Kjószókjoku (迷宮狂想曲; Hepburn: Meikyū Kyōsōkyoku)                                                                    | 2012. június 9.      |
| 135 | A mítosz lábnyomai Sinva no Asiato (神話の足跡; Hepburn: Shinwa no Ashiato)                                                                        | 2012. június 16.     |
| 136 | A gonosz visszatér Sin no Varu, Futatabi (真の悪、ふたたび; Hepburn: Shin no Waru, Futatabi)                                                       | 2012. június 23.     |
| 137 | Túl a leszámoláson Keiszan o Koeru Mono (計算をこえるもの; Hepburn: Keisan o Koeru Mono)                                                           | 2012. június 30.     |
| 138 | A kereszteshadjárat helyszíne Szeiszen no Jukue (聖戦のゆくえ; Hepburn: Seisen no Yukue)                                                           | 2012. július 7.      |
| 139 | Az idő kezdetét veszi Ugoki Hadzsimeta Toki (動き始めた刻; Hepburn: Ugoki Hajimeta Toki)                                                           | 2012. július 14.     |
| 140 | Az új Oración Seis színre lép Sinszei Orasion Szeiszu Aravaru! (新生六魔将軍現る!; Hepburn: Shinsei Orashion Seisu Arawaru!)                       | 2012. július 21.     |
| 141 | A Végtelen óra nyomában Mugen Tokei o Oe (無限時計を追え; Hepburn: Mugen Tokei o Oe)                                                               | 2012. július 28.     |
| 142 | Viszály csata közben Tatakai no Fukjóvaon (戦いの不協和音; Hepburn: Tatakai no Fukyōwaon)                                                          | 2012. augusztus 4.   |
| 143 | Anti-Kapocs Ancsi Rinku (アンチリンク; Hepburn: Anchi Rinku)                                                                                       | 2012. augusztus 11.  |
| 144 | Elszabadult kétségbeesés Tokihanatareta Zecubó (解き放たれた絶望; Hepburn: Tokihanatareta Zetsubō)                                                 | 2012. augusztus 18.  |
| 145 | Valódi rémálom Riaru Naitomea (リアルナイトメア; Hepburn: Riaru Naitomea)                                                                          | 2012. augusztus 25.  |
| 146 | Időspirál Toki no Szupairaru (時のスパイラル; Hepburn: Toki no Supairaru)                                                                          | 2012. szeptember 1.  |
| 147 | A Végtelen várba Mugen-dzsó e! (無限城へ!; Hepburn: Mugen-jō e!)                                                                                   | 2012. szeptember 8.  |
| 148 | Egy angyal könnyei Tensi no Namida (天使の涙; Hepburn: Tenshi no Namida)                                                                           | 2012. szeptember 15. |
| 149 | Hallom a barátaim hangjait Tomo no Koe ga Kikoeru (友の声が聴こえる; Hepburn: Tomo no Koe ga Kikoeru)                                              | 2012. szeptember 22. |
| 150 | Lucy és Michelle Rúsii to Misseru (ルーシィとミッシェル; Hepburn: Rūshii to Missheru)                                                              | 2012. szeptember 29. |

### Hatodik évad (2012–2013)
| #   | Epizód címe | Első japán sugárzás |
| --- | --- | ------------------- |
| 151 | Sabertooth Szeibátúszu (剣咬の虎; Hepburn: Seibātūsu)                                                                                              | 2012. október 6.    |
| 152 | Így hát, irány a csúcs! Szosite Ore-tacsi va Csódzsó o Mezaszu (そしてオレたちは頂上を目指す; Hepburn: Soshite Ore-tachi wa Chōjō o Mezasu)        | 2012. október 13.   |
| 153 | A csillagok dala Hosibosi no Uta (星々の歌; Hepburn: Hoshiboshi no Uta)                                                                            | 2012. október 20.   |
| 154 | Épp elég idő, hogy találkozzunk Szurecsigatta Dzsikan no Bun dake (すれ違った時間の分だけ; Hepburn: Surechigatta Jikan no Bun dake)                | 2012. október 27.   |
| 155 | Crocas, a Virág kivirágoztató főváros Hanaszaku Mijako: Kurokkaszu (花咲く都・クロッカス; Hepburn: Hanasaku Miyako: Kurokkasu)                     | 2012. november 3.   |
| 156 | Égi labirintus Szukai Rabirinszu (空中迷宮; Hepburn: Sukai Rabirinsu)                                                                              | 2012. november 10.  |
| 157 | Új céh Sinki Girudo (新規ギルド; Hepburn: Shinki Girudo)                                                                                           | 2012. november 17.  |
| 158 | Egy hullócsillagos éjszakán Hosi Furu Joru ni (星降ル夜ニ; Hepburn: Hoshi Furu Yoru ni)                                                            | 2012. november 24.  |
| 159 | Lucy vs. Flare Rúsii vs. Furea (ルーシィ vs. フレア; Hepburn: Rūshii vs. Furea)                                                                    | 2012. december 1.   |
| 160 | Rossz ómen Kjózui (凶瑞; Hepburn: Kyōzui) | 2012. december 8.   |
| 161 | Szekér Csariotto (战车; Hepburn: Chariotto) | 2012. december 15.  |
| 162 | Elfman vs. Bacchus Erufuman vs. Bakkaszu (エルフマン vs. バッカス; Hepburn: Erufuman vs. Bakkasu)                                                  | 2012. december 22.  |
| 163 | Mirajane vs. Jenny Miradzsén vs. Dzsení (ミラジェーン vs. ジェニー; Hepburn: Mirajēn vs. Jenī)                                                     | 2013. január 5.     |
| 164 | Kagura vs. Yukino Kagura vs. Jukino (カグラ vs. ユキノ; Hepburn: Kagura vs. Yukino)                                                                | 2013. január 12.    |
| 165 | Bosszúszomj az éjszaka sötétjében Urami va Joru no Tobari ni Cucumarete (怨みは夜の帳に包まれて; Hepburn: Urami wa Yoru no Tobari ni Tsutsumarete) | 2013. január 19.    |
| 166 | Pandemonium Pandemoniumu (伏魔殿; Hepburn: Pandemoniumu)                                                                                           | 2013. január 26.    |
| 167 | 100 az 1 ellen 100 tai 1 (100対1; Hepburn: 100 tai 1)                                                                                              | 2013. február 2.    |
| 168 | Laxus vs. Alexei Rakuszasu vs. Arekuszei (ラクサスvs.アレクセイ; Hepburn: Rakusasu vs. Arekusei)                                                   | 2013. február 9.    |
| 169 | Wendy vs. Sherria Wendy vs. Sheria (ウェンディ vs. シェリア; Vendí vs. Seria; Hepburn: Wendī vs. Sheria)                                           | 2013. február 16.   |
| 170 | Kicsi öklök Csiiszana Kobusi (小さな拳; Hepburn: Chiisana Kobushi)                                                                                 | 2013. február 23.   |
| 171 | Tengeri csata Nabaru Batoru (海战; Hepburn: Nabaru Batoru )                                                                                        | 2013. március 2.    |
| 172 | A parfüm, amit neked ajánlok Kimi ni Szaszageru Parufamu (君に捧げる香り; Hepburn: Kimi ni Sasageru Parufam)                                       | 2013. március 9.    |
| 173 | Sárkányölők csatája Batoru obu Doragon Szureijá (バトル・オブ・ドラゴンスレイヤー; Hepburn: Batoru obu Doragon Sureiyā)                            | 2013. március 16.   |
| 174 | Négy sárkány Jonnin no Doragon (四人の竜; Hepburn: Yonnin no Doragon)                                                                              | 2013. március 23.   |
| 175 | Natsu az Ikersárkányok ellen Natsu vs. Szórjú (ナツ vs. 双竜; Hepburn: Natsu vs. Sōryū)                                                            | 2013. március 30.   |

## 2014-es sorozat

### Hetedik évad (2014–2015)
| #   | Epizód címe | Első japán sugárzás  |
| --- | --- | -------------------- |
| 176 | A Sárkánykirály Ryū no Ō (竜の王; Hepburn: Ryū no Ō) | 2014. április 5.     |
| 177 | Elsötétülés terv Ekuripusu Keikaku (エクリプス計画; Hepburn: Ekuripusu Keikaku) | 2014. április 12.    |
| 178 | Tündéri taktikus Yōsei Gunshi (妖精軍師; Hepburn: Yōsei Gunshi) | 2014. április 19.    |
| 179 | Gray vs. Rufus Gurei vs. Rūfasu (グレイ vs. ルーファス; Hepburn: Gurei vs. Rūfasu) | 2014. április 26.    |
| 180 | Éhes farkasok lovagrendje Garō Kishidan (餓狼騎士団; Hepburn: Garō Kishidan) | 2014. május 3.       |
| 181 | Fairy Tail a kivégzőosztag ellen Fearī Teiru vs. Shokeinin (FT vs. 処刑人; Hepburn: Fearī Teiru vs. Shokeinin)                                                                                             | 2014. május 10.      |
| 182 | Perzselő föld Moeru Daichi (燃える大地; Hepburn: Moeru Daichi) | 2014. május 17.      |
| 183 | Az ország, ahol élünk Ore-tachi no Iru Basho (オレたちのいる国; Hepburn: Ore-tachi no Iru Basho) | 2014. május 24.      |
| 184 | Az ország, holnapig Ashita made no Kuni (明日までの国; Hepburn: Ashita made no Kuni) | 2014. május 31.      |
| 185 | Erza vs. Kagura Eruza vs. Kagura (エルザ vs. カグラ; Hepburn: Eruza vs. Kagura) | 2014. június 7.      |
| 186 | Száguldás egy őrült jövő felé Zetsubō e Kasoku suru Mirai (絶望へ加速する未来; Hepburn: Zetsubō e Kasoku suru Mirai)                                                                                       | 2014. június 14.     |
| 187 | Változás Kaeru (カエル; Hepburn: Kaeru) | 2014. június 21.     |
| 188 | Extrém villámlás Gekirai (激雷!; Hepburn: Gekirai) | 2014. június 28.     |
| 189 | Glória Gloria | 2014. július 5.      |
| 190 | Aki becsukja a kaput Tobira o Shimeru Mono (扉を閉めるもの; Hepburn: Tobira o Shimeru Mono) | 2014. július 12.     |
| 191 | Natsu vs. Rogue Natsu vs. Rōgu (ナツ vs. ローグ; Hepburn: Natsu vs. Rōgu) | 2014. július 19.     |
| 192 | Helyettem Atashi no Bun made (あたしの分まで; Hepburn: Atashi no Bun made) | 2014. július 26.     |
| 193 | Hét sárkány Seven Dragons | 2014. augusztus 2.   |
| 194 | Zirconis mágiája Jirukonisu no Mahō (ジルコニスの魔法; Hepburn: Jirukonisu no Mahō) | 2014. augusztus 9.   |
| 195 | Ember és ember, sárkány és sárkány, ember és sárkány Hito to Hito, Ryū to Ryū, Hito to Ryūō (人と人、竜と竜、人と竜; Hepburn: Hito to Hito, Ryū to Ryū, Hito to Ryū)                                       | 2014. augusztus 16.  |
| 196 | Bűn és áldozat Tsumi to Gisei (罪と犠牲; Hepburn: Tsumi to Gisei) | 2014. augusztus 23.  |
| 197 | Élettartam Inochi no Jikan (命の時間; Hepburn: Inochi no Jikan) | 2014. augusztus 30.  |
| 198 | Aranyló síkság Ōgon no Sōgen (黄金の草原; Hepburn: Ōgon no Sōgen) | 2014. szeptember 6.  |
| 199 | A nagy bál Dai Buyō Enbu (大舞踊演舞; Hepburn: Dai Buyō Enbu) | 2014. szeptember 13. |
| 200 | Egy csepp idő Seisō no Shizuku (星霜の雫; Hepburn: Seisō no Shizuku) | 2014. szeptember 20. |
| 201 | Ajándék Okurimono (贈り物; Hepburn: Okurimono) | 2014. szeptember 27. |
| 202 | Üdv itthon, Frosch! Okaeri, Furosshu (おかえり、フロッシュ; Hepburn: Okaeri, Furosshu) | 2014. október 4.     |
| 203 | Moulin Rouge Mūran Rūju (ムーランルージュ; Hepburn: Mūran Rūju) | 2014. október 11.    |
| 204 | Kockáztasd az életed az ünnepségért Omotenashi, Inochi Kaketemasu (おもてなし、命かけてます!; Hepburn: Omotenashi, Inochi Kaketemasu)                                                                      | 2014. október 18.    |
| 205 | A lázadás jele Hangyaku no Noroshi (反逆の狼煙; Hepburn: Hangyaku no Noroshi) | 2014. október 25.    |
| 206 | A pánik könyvtára Panikku Obu Raiburarī (パニック・オブ・ライブラリー; Hepburn: Panikku Obu Raiburarī) | 2014. november 1.    |
| 207 | Állj fel, Hisui Hisui Tatsu! (ヒスイ立つ!; Hepburn: Hisui Tatsu!) | 2014. november 8.    |
| 208 | Astral Spirytus Asutoraru Supiritasu (アストラル・スピリタス; Hepburn: Asutoraru Supiritasu) | 2014. november 15.   |
| 209 | Wendy vs. Aquarius! Érezzük jól magunkat a vidámparkban! Wendi vs. Akueriasu, Yūenchi de Asobo! (ウェンディ vs. アクエリアス、遊園地であそぼ!; Hepburn: Wendi vs. Akueriasu, Yūenchi de Asobo!)            | 2014. november 22.   |
| 210 | Céh pakli a csillagszellem pakli ellen Girudo Dekki vs. Seirei Dekki (ギルドデッキ vs. 星霊デッキ; Hepburn: Girudo Dekki vs. Seirei Dekki)                                                                 | 2014. november 29.   |
| 211 | Gray vs. Cancer! Tánccsata! Gurei vs. Kyansā, Dansu Batoru! (グレイ vs. キャンサー、ダンスバトル!; Hepburn: Gurei vs. Kyansā, Dansu Batoru!)                                                               | 2014. december 6.    |
| 212 | Juvia vs Aries! Sivatagi párbaj a halálig Jubia vs. Ariesu, Sabaku no Shitō! (ジュビア vs. アリエス、砂漠の死闘!; Hepburn: Jubia vs. Ariesu, Sabaku no Shitō!)                                             | 2014. december 13.   |
| 213 | Erza vs. Sagittarius! Lovagias küzdelem! Eruza vs. Sajitariusu, Bajō no Kessen! (エルザ vs. サジタリウス、馬上の決戦!; Hepburn: Eruza vs. Sajitariusu, Bajō no Kessen!)                                    | 2014. december 20.   |
| 214 | Natsu vs. Leo Natsu vs. Reo (ナツ vs. レオ; Hepburn: Natsu vs. Reo) | 2014. december 27.   |
| 215 | Ophiuchus a Kígyótartó Hebitsukaiza no Ofiukusu (蛇遣い座のオフィウクス; Hepburn: Hebitsukaiza no Ofiukusu)                                                                                                | 2015. január 10.     |
| 216 | A hullócsillagok éjszakája Hoshi Michite Nagaruru Toki (星満ちて流るる時; Hepburn: Hoshi Michite Nagaruru Toki)                                                                                            | 2015. január 17.     |
| 217 | Csillagszellem bestia Seireijū (星霊獣; Hepburn: Seireijū) | 2015. január 24.     |
| 218 | Higgy! Believe | 2015. január 31.     |
| 219 | Amiért az igaz szív zakatol Magokoro ga Tsumugu Mono (真心が紡ぐもの; Hepburn: Magokoro ga Tsumugu Mono)                                                                                                   | 2015. február 7.     |
| 220 | 413 nap 413 Days | 2015. február 14.    |
| 221 | Az ezüst labirintus Hakugin no Meikyū (白銀の迷宮; Hepburn: Hakugin no Meikyū) | 2015. február 21.    |
| 222 | Átváltozás Henshin! (変身!; Hepburn: Henshin!) | 2015. február 28.    |
| 223 | Kemokemo színre lép Kemokemo ga Kita! (ケモケモが来た!; Hepburn: Kemokemo ga Kita!) | 2015. március 7.     |
| 224 | A hely, ahova érkeztél Kimi no Kita Basho (君の来た場所; Hepburn: Kimi no Kita Basho) | 2015. március 14.    |
| 225 | A villámember Ikazuchi no Otoko (いかづちの男; Hepburn: Ikazuchi no Otoko) | 2015. március 21.    |
| 226 | A holtak céhe Fairy Tail of the Dead Meeeeeeeeen | 2015. március 28.    |
| 227 | Egy új kaland hajnala Arata na Bōken no Asa (新たな冒険の朝; Hepburn: Arata na Bōken no Asa) | 2015. április 4.     |
| 228 | Mágusok a kincsvadászok ellen Madōshi vs. Hantā (魔導士 vs. ハンター; Hepburn: Madōshi vs. Hantā) | 2015. április 11.    |
| 229 | A visszafejlesztés törvénye Taika no Hō (退化ノ法; Hepburn: Taika no Hō) | 2015. április 18.    |
| 230 | A démon visszatér Akuma Kaik (悪魔回帰; Hepburn: Akuma Kaik) | 2015. április 25.    |
| 231 | Gray vs. Doriate Gurei vs. Doriāte (グレイ vs. ドリアーテ; Hepburn: Gurei vs. Doriāte) | 2015. május 2.       |
| 232 | A láng hangja Honō no Koe (炎の声; Hepburn: Honō no Koe) | 2015. május 9.       |
| 233 | A tündérek dala Song of the Fairies | 2015. május 16.      |
| 234 | Tartaros történetszál (előszó): A Kyuukimon Tarutarosu-hen (Joshō): Kyūkimon (冥府の門編 【序章】 九鬼門; Hepburn: Tarutarosu-hen (Joshō): Kyūkimon)                                                       | 2015. május 23.      |
| 235 | Tartaros történetszál (előszó): Tündérek a démonok ellen Tarutarosu-hen (Joshō): Yōsei tai Meifu (冥府の門編 【序章】 妖精 対 冥府; Hepburn: Tarutarosu-hen (Joshō): Yōsei tai Meifu)                      | 2015. május 30.      |
| 236 | Tartaros történetszál (előszó): Fehér örökség Tarutarosu-hen (Joshō): Shiroki Isan (冥府の門編 【序章】 白き遺産; Hepburn: Tarutarosu-hen (Joshō): Shiroki Isan)                                           | 2015. június 6.      |
| 237 | Tartaros történetszál (előszó): Natsu vs. Jackal Tarutarosu-hen (Joshō): Natsu vs. Jakkaru (冥府の門編 【序章】 ナツ vs. ジャッカル; Hepburn: Tarutarosu-hen (Joshō): Natsu vs. Jakkaru)                   | 2015. június 13.     |
| 238 | Tartaros történetszál: Bűn és bűnösök Tarutarosu-hen: Haitoku to Zainin (冥府の門編 背徳と罪人; Hepburn: Tarutarosu-hen: Haitoku to Zainin)                                                                | 2015. június 20.     |
| 239 | Tartaros történetszál: Gérard az Oracóin Seis ellen Tarutarosu-hen: Jerāru vs. Orashion Seisu (冥府の門編 ジェラール vs. 六魔将軍; Hepburn: Tarutarosu-hen: Jerāru vs. Orashion Seisu)                     | 2015. június 27.     |
| 240 | Tartaros történetszál: A hely, ahol az imák meghallgatásra találnak Tarutarosu-hen: Inori ga Todoku Basho (冥府の門編 祈りが届く場所; Hepburn: Tarutarosu-hen: Inori ga Todoku Basho)                      | 2015. július 4.      |
| 241 | Tartaros történetszál: A démonok reinkarnációja Tarutarosu-hen: Akuma Tensei (冥府の門編 悪魔転生; Hepburn: Tarutarosu-hen: Akuma Tensei)                                                                  | 2015. július 11.     |
| 242 | Tartaros történetszál: Élni vagy ölni hagyni Tarutarosu-hen: Ikasu ka Korosu ka (冥府の門編 生かすか殺すか; Hepburn: Tarutarosu-hen: Ikasu ka Korosu ka)                                                   | 2015. július 18.     |
| 243 | Tartaros történetszál: Wendy vs. Ezel Tarutarosu-hen: Wendi vs. Ezeru (冥府の門編 ウェンディ vs. エゼル; Hepburn: Tarutarosu-hen: Wendi vs. Ezeru)                                                         | 2015. július 25.     |
| 244 | Tartaros történetszál: Mindörökké barátok Tarutarosu-hen: Zutto Tomodachi de (冥府の門編 ずっと友達で; Hepburn: Tarutarosu-hen: Zutto Tomodachi de)                                                        | 2015. augusztus 1.   |
| 245 | Tartaros történetszál: A pokol magja Tarutarosu-hen: Heruzu Koa (冥府の門編 ヘルズ・コア; Hepburn: Tarutarosu-hen: Heruzu Koa)                                                                             | 2015. augusztus 8.   |
| 246 | Tartaros történetszál: A Hádész királya Tarutarosu-hen: Mei-ō (冥府の門編 冥王; Hepburn: Tarutarosu-hen: Mei-ō)                                                                                            | 2015. augusztus 15.  |
| 247 | Tartaros történetszál: Allegria Tarutarosu-hen: Areguria (冥府の門編 アレグリア; Hepburn: Tarutarosu-hen: Areguria)                                                                                        | 2015. augusztus 22.  |
| 248 | Tartaros történetszál: A csillagszellemek támadása Tarutarosu-hen: Hoshiboshi no Ichigeki (冥府の門編 星々の一撃; Hepburn: Tarutarosu-hen: Hoshiboshi no Ichigeki)                                         | 2015. augusztus 29.  |
| 249 | Tartaros történetszál: A csillagszemek királya vs. Hádész királya Tarutarosu-hen: Seirei-ō vs. Mei-ō (冥府の門編 星霊王 vs. 冥王; Hepburn: Tarutarosu-hen: Seirei-ō vs. Mei-ō)                             | 2015. szeptember 5.  |
| 250 | Tartaros történetszál: Erza vs. Miverva Tarutarosu-hen: Eruza vs. Mineruba (冥府の門編 エルザ vs. ミネルバ; Hepburn: Tarutarosu-hen: Eruza vs. Mineruba)                                                   | 2015. szeptember 12. |
| 251 | Tartaros történetszál: Egy fiú története Tarutarosu-hen: Shōnen no Monogatari (冥府の門編 少年の物語; Hepburn: Tarutarosu-hen: Shōnen no Monogatari)                                                       | 2015. szeptember 19. |
| 252 | Tartaros történetszál: Gray vs. Silver Tarutarosu-hen: Gurei vs. Shirubā (冥府の門編 グレイ vs. シルバー; Hepburn: Tarutarosu-hen: Gurei vs. Shirubā)                                                      | 2015. szeptember 26. |
| 253 | Tartaros történetszál: Ezüst emlékek Tarutarosu-hen: Gin'iro no Omoi (冥府の門編 銀色の想い; Hepburn: Tarutarosu-hen: Gin'iro no Omoi)                                                                     | 2015. október 3.     |
| 254 | Tartaros történetszál: Levegő Tarutarosu-hen: Air (冥府の門編 Air; Hepburn: Tarutarosu-hen: Air) | 2015. október 10.    |
| 255 | Tartaros történetszál: Acél Tarutarosu-hen: Hagane (冥府の門編 鋼; Hepburn: Tarutarosu-hen: Hagane) | 2015. október 17.    |
| 256 | Tartaros történetszál: A végső párbaj Tarutarosu-hen: Saigo no Ikkiuchi (冥府の門編 最後の一騎討ち; Hepburn: Tarutarosu-hen: Saigo no Ikkiuchi)                                                            | 2015. október 24.    |
| 257 | Tartaros történetszál: A kétségbeesés szárnyai Tarutarosu-hen: Zetsubō no Tsubasa (冥府の門編 絶望の翼; Hepburn: Tarutarosu-hen: Zetsubō no Tsubasa)                                                       | 2015. október 31.    |
| 258 | Tartaros történetszál: Tűz sárkány, vasököl Tarutarosu-hen: Karyū no Tekken (冥府の門編 火竜の鉄拳; Hepburn: Tarutarosu-hen: Karyū no Tekken)                                                              | 2015. november 7.    |
| 259 | Tartaros történetszál: 00:00 Tarutarosu-hen: Zero Zero Zero Zero (冥府の門編 00:00; Hepburn: Tarutarosu-hen: Zero Zero Zero Zero)                                                                          | 2015. november 14.   |
| 260 | Tartaros történetszál: A lány a kristályban Tarutarosu-hen: Suishō no Naka no Shōjo (冥府の門編 水晶の中の少女; Hepburn: Tarutarosu-hen: Suishō no Naka no Shōjo)                                          | 2015. november 21.   |
| 261 | Tartaros történetszál: Abszolút démon Tarutarosu-hen: Zettai no Akuma (冥府の門編 絶対の悪魔; Hepburn: Tarutarosu-hen: Zettai no Akuma)                                                                    | 2015. november 28.   |
| 262 | Tartaros történetszál: Memento Mori Tarutarosu-hen: Memento Mori (冥府の門編 メメント・モリ; Hepburn: Tarutarosu-hen: Memento Mori)                                                                        | 2015. december 5.    |
| 263 | Tartaros történetszál: Tánc Ishgar felett Tarutarosu-hen: Ishugaru ni Mau (冥府の門編 イシュガルに舞う; Hepburn: Tarutarosu-hen: Ishugaru ni Mau)                                                          | 2015. december 12.   |
| 264 | Tartaros történetszál: Lángcseppek Tarutarosu-hen: Honō no Shizuku (冥府の門編 炎の雫; Hepburn: Tarutarosu-hen: Honō no Shizuku)                                                                           | 2015. december 19.   |
| 265 | Tartaros történetszál (epilógus): Az erő a túléléshez Tarutarosu-hen (Shūshō): Sore ga Ikiru Chikara Da (冥府の門編 【終章】 それが生きる力だ; Hepburn: Tarutarosu-hen (Shūshō): Sore ga Ikiru Chikara Da) | 2015. december 26.   |

### Nyolcadik évad (2016)
| #   | Epizód címe | Első japán sugárzás |
| --- | --- | ------------------- |
| 266 | Fairy Tail Zero: Tündér a szívedben Kokoro no Naka no Yōsei (FAIRY TAIL ZERØ 心の中の妖精; Hepburn: Kokoro no Naka no Yōsei) | 2016. január 9.     |
| 267 | Fairy Tail Zero: Egy kaland kezdete Bōken no Hajimari (FAIRY TAIL ZERØ 冒険の始まり; Hepburn: Bōken no Hajimari)             | 2016. január 16.    |
| 268 | Fairy Tail Zero: Kincsvadászat Torejā Hanto (FAIRY TAIL ZERØ トレジャーハント; Hepburn: Torejā Hanto)                        | 2016. január 23.    |
| 269 | Fairy Tail Zero: Kardtánc Yaiba to Odoru (FAIRY TAIL ZERØ 刃と踊る; Hepburn: Yaiba to Odoru)                                 | 2016. január 30.    |
| 270 | Fairy Tail Zero: Holdfényes tó Tsukiakari no Mizūmi (FAIRY TAIL ZERØ 月明かりの湖; Hepburn: Tsukiakari no Mizūmi)            | 2016. február 6.    |
| 271 | Fairy Tail Zero: Blue Skull Burū Sukaru (FAIRY TAIL ZERØ 青い髑髏; Hepburn: Burū Sukaru)                                     | 2016. február 13.   |
| 272 | Fairy Tail Zero: Az, aki mágiát tanít Madō o Tsutaeru Mono (FAIRY TAIL ZERØ 魔道を伝える者; Hepburn: Madō o Tsutaeru Mono)   | 2016. február 20.   |
| 273 | Fairy Tail Zero: Kincs Takaramono (FAIRY TAIL ZERØ 宝物; Hepburn: Takaramono)                                                | 2016. február 27.   |
| 274 | Fairy Tail Zero: Törvény Rō (FAIRY TAIL ZERØ ロウ; Hepburn: Rō)                                                              | 2016. március 5.    |
| 275 | Fairy Tail Zero: Örök kaland Eien no Bōken (FAIRY TAIL ZERØ 永遠の冒険; Hepburn: Eien no Bōken)                              | 2016. március 12.   |
| 276 | Kihívó Chōsensha (挑戦者; Hepburn: Chōsensha)                                                                                | 2016. március 19.   |
| 277 | A láng üzenete Honō no Messēji (炎のメッセージ; Hepburn: Honō no Messēji)                                                    | 2016. március 26.   |

## 2018-as sorozat

### Kilencedik évad (2018–2019)
| #   | Epizód címe | Első japán sugárzás  |
| --- | --- | -------------------- |
| 278 | Lamia Scale hálaadás Ramia Sukeiru Kanshasai (蛇姫の鱗感謝祭; Hepburn: Ramia Sukeiru Kanshasai)                          | 2018. október 7.     |
| 279 | Mert szeretlek Aishiteru kara (愛してるから; Hepburn: Aishiteru kara)                                                    | 2018. október 14.    |
| 280 | Avatár Avatāru (黒魔術教団; Hepburn: Avatāru)                                                                            | 2018. október 21.    |
| 281 | Heves földalatti csata Chika no Gekitō kara (地下の激闘; Hepburn: Chika no Gekitō)                                       | 2018. október 28.    |
| 282 | A Végső Megsemmisítés terv Jōka Sakusen (浄化作戦; Hepburn: Jōka Sakusen)                                                | 2018. november 4.    |
| 283 | Ikusatsunagi Ikusatsunagi (イクサツナギ; Hepburn: Ikusatsunagi)                                                          | 2018. november 11.   |
| 284 | Emlékiratok Kaisōroku (回想録; Hepburn: Kaisōroku)                                                                       | 2018. november 18.   |
| 285 | A hetedik céhmester Nanadaime Girudo Masutā (七代目ギルドマスター; Hepburn: Nanadaime Girudo Masutā)                     | 2018. november 25.   |
| 286 | A Tér Törvénye Kūkan no Okite (空間の掟; Hepburn: Kūkan no Okite)                                                        | 2018. december 2.    |
| 287 | Spriggan császár Kōtei Supurigan (皇帝スプリガン; Hepburn: Kōtei Supurigan)                                              | 2018. december 9.    |
| 288 | Isten háta mögötti hely Kami ni Misuterareta Chi e (神に見捨てられた地へ; Hepburn: Kami ni Misuterareta Chi e)           | 2018. december 16.   |
| 289 | Mavis és Zeref Meibisu to Zerefu (メイビスとゼレフ; Hepburn: Meibisu to Zerefu)                                          | 2018. december 23.   |
| 290 | Tündérszív Fearī Hāto (妖精の心臓; Hepburn: Fearī Hāto)                                                                  | 2019. január 6.      |
| 291 | Magnolia védelme he Magnolia Defensive War (マグノリア防衛戦; Hepburn: he Magnolia Defensive War)                        | 2019. január 13.     |
| 292 | Hajnalcsillag Myōjō (明星; Hepburn: Myōjō)                                                                               | 2019. január 20.     |
| 293 | Akiért a parfüm illatozik Sono Parufamu wa Ta ga Tame ni (その香りは誰がために; Hepburn: Sono Parufamu wa Ta ga Tame ni) | 2019. január 27.     |
| 294 | Natsu, Zeref ellen Natsu vs. Zerefu (ナツ vs. ゼレフ; Hepburn: Natsu vs. Zerefu)                                         | 2019. február 3.     |
| 295 | 400 év alatt Yonhyaku-nen no Toki o Koe (400年の時を超え; Hepburn: Yonhyaku-nen no Toki o Koe)                           | 2019. február 10.    |
| 296 | Amit tenni akarok Atashi no Shitai Koto (あたしのしたい事; Hepburn: Atashi no Shitai Koto)                               | 2019. február 17.    |
| 297 | Amíg a csata véget nem ér... Tatakai ga Owaru made wa (戦いが終わるまでは; Hepburn: Tatakai ga Owaru made wa)            | 2019. február 24.    |
| 298 | A teljes csend pillanatában Shizuka naru Toki no Naka de (静かなる時の中で; Hepburn: Shizuka naru Toki no Naka de)       | 2019. március 3.     |
| 299 | Natsu visszatér! Fukkatsu no Natsu!! (復活のナツ!!; Hepburn: Fukkatsu no Natsu!!)                                        | 2019. március 10.    |
| 300 | Hullák Históriája Shikabane no Hisutoria (屍のヒストリア; Hepburn: Shikabane no Hisutoria)                               | 2019. március 17.    |
| 301 | Erély Kihaku (気魄; Hepburn: Kihaku)                                                                                     | 2019. március 24.    |
| 302 | A harmadik pecsét Dai San no In (第三の印; Hepburn: Dai San no In)                                                       | 2019. március 31.    |
| 303 | Mi ketten, örökké együtt Zutto Futari de (ずっと二人で; Hepburn: Zutto Futari de)                                        | 2019. április 7.     |
| 304 | Fairy Tail Zero フェアリーテイル ZERO (ずっと二人で; Hepburn: Fearī Teiru Zero)                                          | 2019. április 14.    |
| 305 | Fehér Dragneel Shiroki Doraguniru (白きドラグニル; Hepburn: Shiroki Doraguniru)                                          | 2019. április 21.    |
| 306 | Télmágus Fuyu no Madōshi (冬の魔導士; Hepburn: Fuyu no Madōshi)                                                          | 2019. április 28.    |
| 307 | Gray és Juvia Gurei to Jubia (グレイとジュビア; Hepburn: Gurei to Jubia)                                                 | 2019. május 5.       |
| 308 | Zeref könyveinek legerősebb démona Zerefu Sho Saikyō no Akuma (ゼレフ書最強の悪魔; Hepburn: Zerefu Sho Saikyō no Akuma)  | 2019. május 12.      |
| 309 | Elszakadt kötelékek Kowareta Kizuna o (壊れた絆を; Hepburn: Kowareta Kizuna o)                                           | 2019. május 19.      |
| 310 | Gyönyör és gyötrelem Kairaku to Kutsū (快楽と苦痛; Hepburn: Kairaku to Kutsū)                                            | 2019. május 26.      |
| 311 | Natsu szíve Natsu no Kokoro (ナツノココロ; Hepburn: Natsu no Kokoro)                                                     | 2019. június 2.      |
| 312 | Sting, a fehér árnyéksárkány Hakueiryū no Sutingu (白影竜のスティング; Hepburn: Hakueiryū no Sutingu)                    | 2019. június 9.      |
| 313 | Sárkánymag Ryū no Tane (竜の種; Hepburn: Ryū no Tane)                                                                    | 2019. június 16.     |
| 314 | Mesteri megbűvölés Masutā Enchanto (極限付加術; Hepburn: Masutā Enchanto)                                                | 2019. június 23.     |
| 315 | Sárkány vagy démon? Ryū ka Akuma ka (竜か悪魔か; Hepburn: Ryū ka Akuma ka)                                               | 2019. június 30.     |
| 316 | Gray ütőkártyája Gurei no Kirifuda (グレイの切り札; Hepburn: Gurei no Kirifuda)                                          | 2019. július 7.      |
| 317 | Fekete jövő Kuroi Mirai (黒い未来; Hepburn: Kuroi Mirai)                                                                 | 2019. július 14.     |
| 318 | Az én nevem... Boku no Namae wa... (ぼくのなまえは…; Hepburn: Boku no Namae wa...)                                       | 2019. július 21.     |
| 319 | Érzések Jō (情; Hepburn: Jō)                                                                                             | 2019. július 28.     |
| 320 | Új Elsötétülés Neo Ekuripusu (ネオ・エクリプス; Hepburn: Neo Ekuripusu)                                                  | 2019. augusztus 4.   |
| 321 | Többé már nem látom a szeretetet Ai wa Mō Mienai (愛はもう見えない; Hepburn: Ai wa Mō Mienai)                            | 2019. augusztus 11.  |
| 322 | Az eskük kapuja Chikai no Tobira (誓いの扉; Hepburn: Chikai no Tobira)                                                   | 2019. augusztus 18.  |
| 323 | A vad sárkány lángjai Araburu Ryū no Honō (荒ぶる竜の炎; Hepburn: Araburu Ryū no Honō)                                   | 2019. augusztus 25.  |
| 324 | Amikor a lángok kialszanak Honō Kieru Toki (炎消える時; Hepburn: Honō Kieru Toki)                                        | 2019. szeptember 1.  |
| 325 | Világösszeomlás Sekai Hōkai (世界崩壊; Hepburn: Sekai Hōkai)                                                             | 2019. szeptember 8.  |
| 326 | A remény mágiája Kibō no Mahō (希望の魔法; Hepburn: Kibō no Mahō)                                                        | 2019. szeptember 15. |
| 327 | Összekapcsolt szívek Tsunagaru Kokoro (繋がる心; Hepburn: Tsunagaru Kokoro)                                              | 2019. szeptember 22. |
| 328 | A legkedvesebb bajtársak Kakegae no Nai Nakama-tachi (かけがえのない仲間たち; Hepburn: Kakegae no Nai Nakama-tachi)      | 2019. szeptember 29. |

## OVA
| #         | Epizód címe | Első japán sugárzás |
| --------- | --- | ------------------- |
| 1         | Fairy Hills Jókoszo Fearí Hiruzu (ようこそ フェアリーヒルズ!!; Hepburn: Yōkoso Fearī Hiruzu)                                                    | 2011. április 15.   |
| 2         | Fairy Akadémia Jószei Gakuen Jankee-kun to Jankee-csan (妖精学園 ヤンキーくんとヤンキーちゃん; Hepburn: Yōsei Gakuen Yankee-kun to Yankee-chan) | 2011. június 17.    |
| 3         | Emléknapok Memorí Deizu (メモリーデイズ; Hepburn: Memorī Deizu)                                                                                 | 2012. február 17.   |
| 4         | A Tündérek edzőtábora Jószei-tacsi no Gassuku (妖精たちの合宿; Hepburn: Yōsei-tachi no Gasshuku)                                                | 2012. november 16.  |
| Movie OVA | Az első reggel Hajimari no Asa (はじまりの朝; Hepburn: Hajimari no Asa)                                                                         | 2013. február 15.   |
| 5         | Az Izgalmas Ryuzetsu Land! Dokidoki Ryūzetsu Rando (ドキドキ・リュウゼツランド; Hepburn: Dokidoki Ryūzetsu Rando)                               | 2013. június 17.    |
| 6         | Fairy Tail X Rave Master Fearī Teiru x Reivu (フェアリーテイル x レイヴ; Hepburn: Fearī Teiru x Reivu)                                          | 2013. augusztus 16. |
| 7         | A tündérek büntetés játéka Yōsei-tachi no Batsu Gēmu (妖精たちの罰ゲーム; Hepburn: Yōsei-tachi no Batsu Gēmu)                                   | 2016. május 20.     |
| 8         | Natsu vs. Mavis Natsu vs. Meibisu (ナツ vs. メイビス; Hepburn: Natsu vs. Meibisu)                                                               | 2016. november 17.  |
| 9         | Tündérek Karácsonya Yōsei-tachi no Kurisumasu (妖精たちのクリスマス; Hepburn: Yōsei-tachi no Kurisumasu)                                        | 2016. december 16.  |

## Animációs film
| # | Epizód címe | Első japán sugárzás |
| - | --- | ------------------- |
| 1 | A Főnix Papnő Gekidzsóban Fearí Teiru: Hóó no Miko (劇場版 FAIRY TAIL 鳳凰の巫女; Hepburn: Gekijōban Fearī Teiru: Hōō no Miko)   | 2012. augusztus 18. |
| 2 | Sárkány sírás Gekijōban Fearī Teiru: Doragon Kurai (劇場版 FAIRY TAIL 鳳凰の巫女; Hepburn: Gekijōban Fearī Teiru: Doragon Kurai) | 2017. május 6.      |